# Santa Maria degli Angeli (titolo cardinalizio)
Santa Maria degli Angeli (in latino: Titulus Sanctæ Mariæ Angelorum in Thermis), conosciuto anche come Santa Maria degli Angeli in Thermis, è un titolo cardinalizio istituito da papa Pio IV il 15 maggio 1565. Il titolo insiste sulla basilica di Santa Maria degli Angeli e dei Martiri, la quale è retta dall'Ordine Certosino.
Dal 28 giugno 2017 il titolare è il cardinale Anders Arborelius, vescovo di Stoccolma.

## Titolari
Si omettono i periodi di titolo vacante non superiori ai 2 anni o non storicamente accertati.
- Sigismondo Pappacoda (dicembre 1527 - 3 novembre 1536 deceduto)
  - Titolo vacante (1536 - 1565)
- Giovanni Antonio Serbelloni (15 maggio 1565 - 9 giugno 1570 nominato cardinale presbitero di San Pietro in Vincoli)
- Prospero Santacroce (12 aprile 1570 - 5 maggio 1574 nominato cardinale presbitero pro hac vice di Sant'Adriano al Foro)
- Giovanni Francesco Commendone (5 luglio 1574 - 9 gennaio 1584 nominato cardinale presbitero di Sant'Anastasia)
- Simeone Tagliavia d'Aragona (20 maggio 1585 - 9 dicembre 1592 nominato cardinale presbitero di Sant'Anastasia)
- Federico Borromeo (25 ottobre 1593 - 21 settembre 1631 deceduto)
- Ernest Adalbert von Harrach (7 giugno 1632 - 13 luglio 1644 nominato cardinale presbitero di Santa Prassede)
- Marzio Ginetti (17 ottobre 1644 - 19 febbraio 1646 nominato cardinale presbitero di San Pietro in Vincoli)
- Niccolò Albergati-Ludovisi (25 giugno 1646 - 11 ottobre 1666 nominato cardinale presbitero di Santa Maria in Trastevere)
- Virginio Orsini, O.S.Io.Hieros. (11 ottobre 1666 - 14 novembre 1667 nominato cardinale presbitero di Santa Prassede)
- Antonio Bichi (14 novembre 1667 - 3 marzo 1687 nominato cardinale vescovo di Palestrina)
- Raimondo Capizucchi, O.P. (3 marzo 1687 - 22 aprile 1691 deceduto)
- Étienne Le Camus (8 agosto 1691 - 12 settembre 1707 deceduto)
- Giuseppe Vallemani (28 novembre 1707 - 15 dicembre 1725 deceduto)
- Melchior de Polignac (19 dicembre 1725 - 20 novembre 1741 deceduto)
- Camillo Cybo (20 dicembre 1741 - 12 gennaio 1743 deceduto)
- Giovanni Battista Spinola (23 settembre 1743 - 15 novembre 1751 nominato cardinale vescovo di Albano)
- Girolamo de Bardi (28 maggio 1753 - 11 marzo 1761 deceduto)
- Filippo Acciajuoli (6 aprile 1761 - 24 luglio 1766 deceduto)
- Giovanni Ottavio Bufalini (6 agosto 1766 - 3 agosto 1782 deceduto)
- Guglielmo Pallotta (23 settembre 1782 - 21 settembre 1795 deceduto)
- Ignazio Busca (18 dicembre 1795 - 12 agosto 1803 deceduto)
- Filippo Casoni (26 marzo 1804 - 9 ottobre 1811 deceduto)
  - Titolo vacante (1811 - 1816)
- Giuseppe Morozzo Della Rocca (29 aprile 1816 - 22 marzo 1842 deceduto)
- Mario Mattei (22 luglio 1842 - 17 giugno 1844 nominato cardinale vescovo di Frascati)
- Domenico Carafa della Spina di Traetto (25 luglio 1844 - 12 maggio 1879 nominato cardinale presbitero di San Lorenzo in Lucina)
- Lajos Haynald (22 settembre 1879 - 4 luglio 1891 deceduto)
- Anton Joszef Gruscha (17 dicembre 1891 - 5 agosto 1911 deceduto)
- Gennaro Granito Pignatelli di Belmonte (30 novembre 1911 - 6 dicembre 1915 nominato cardinale vescovo di Albano)
- Alfonso Maria Mistrangelo, Sch.P. (9 dicembre 1915 - 7 novembre 1930 deceduto)
  - Titolo vacante (1930 - 1933)
- Jean-Marie-Rodrigue Villeneuve, O.M.I. (16 marzo 1933 - 17 gennaio 1947 deceduto)
  - Titolo vacante (1947 - 1953)
- Paul-Émile Léger, P.S.S. (15 gennaio 1953 - 13 novembre 1991 deceduto)
  - Titolo vacante (1991 - 1994)
- William Henry Keeler (26 novembre 1994 - 23 marzo 2017 deceduto)
- Anders Arborelius, O.C.D., dal 28 giugno 2017